# Brachiaria epacridifolia
Brachiaria epacridifolia är en gräsart som först beskrevs av Otto Stapf, och fick sitt nu gällande namn av Aimée Antoinette Camus. Brachiaria epacridifolia ingår i släktet Brachiaria och familjen gräs.
Artens utbredningsområde är Madagaskar. Inga underarter finns listade i Catalogue of Life.